# Geschichte der Stadt Leer
Die Geschichte der Stadt Leer reicht über 1200 Jahre zurück. Die Stadt lag ursprünglich an der Leda, hat sich aber im Laufe der Zeit bis an das östliche Ufer der Ems ausgebreitet.
Die Stadt Leer hat im Laufe der Jahrhunderte die Geschichte des östlichen Frieslands entscheidend mitgeprägt. So bauten die Hamburger hier auf einer strategisch günstig gelegenen Landzunge zwischen Ems und Leda im Jahr 1435 die Feste Leerort, die ab 1453 von den ostfriesischen Grafen und Burgherren zur stärksten Festungsanlage Ostfriesland erweitert wurde. Hier fand während der sächsischen Fehde eine Schlacht statt, in deren Verlauf der Herzog Heinrich von Braunschweig getötet wurde.
Im Laufe der Jahrhunderte war Leer – wie Ostfriesland – wechselnden Herrschaften unterworfen.

## Frühgeschichte
Menschen waren im Mündungsbereich der Leda bereits in der mittleren Steinzeit anwesend, das ist durch archäologische Funde belegt. Ab 3200 v. Chr. wurden die nomadisierenden Menschen sesshaft. Auch für diese Zeitperiode gibt es Funde in Leer. Eine Siedlung in diesem Bereich wird auch im Zeitraum bis 750 v. Chr. vermutet, worauf Hügelgräber hindeuten.
Mit der römischen Welt kamen die Menschen in diesem Gebiet ebenfalls in Kontakt. Der Feldherr Drusus fuhr im Jahr 12 v. Chr. mit einer Flotte die Ems hinauf und fand in den Friesen, die damals noch hauptsächlich westlich des Flusses lebten, Verbündete für seinen Feldzug. Es ist davon auszugehen, dass die Menschen aus dem Gebiet der heutigen Stadt Leer in den ersten Jahrhunderten nach Christi Geburt Handelsbeziehungen bis ins römische Reich knüpften. In Leer fanden Archäologen die Bruchstücke eines bronzenen Eimers.
Spätestens im 5. Jahrhundert siedelten die Friesen auch östlich der Ems.

## Mittelalter

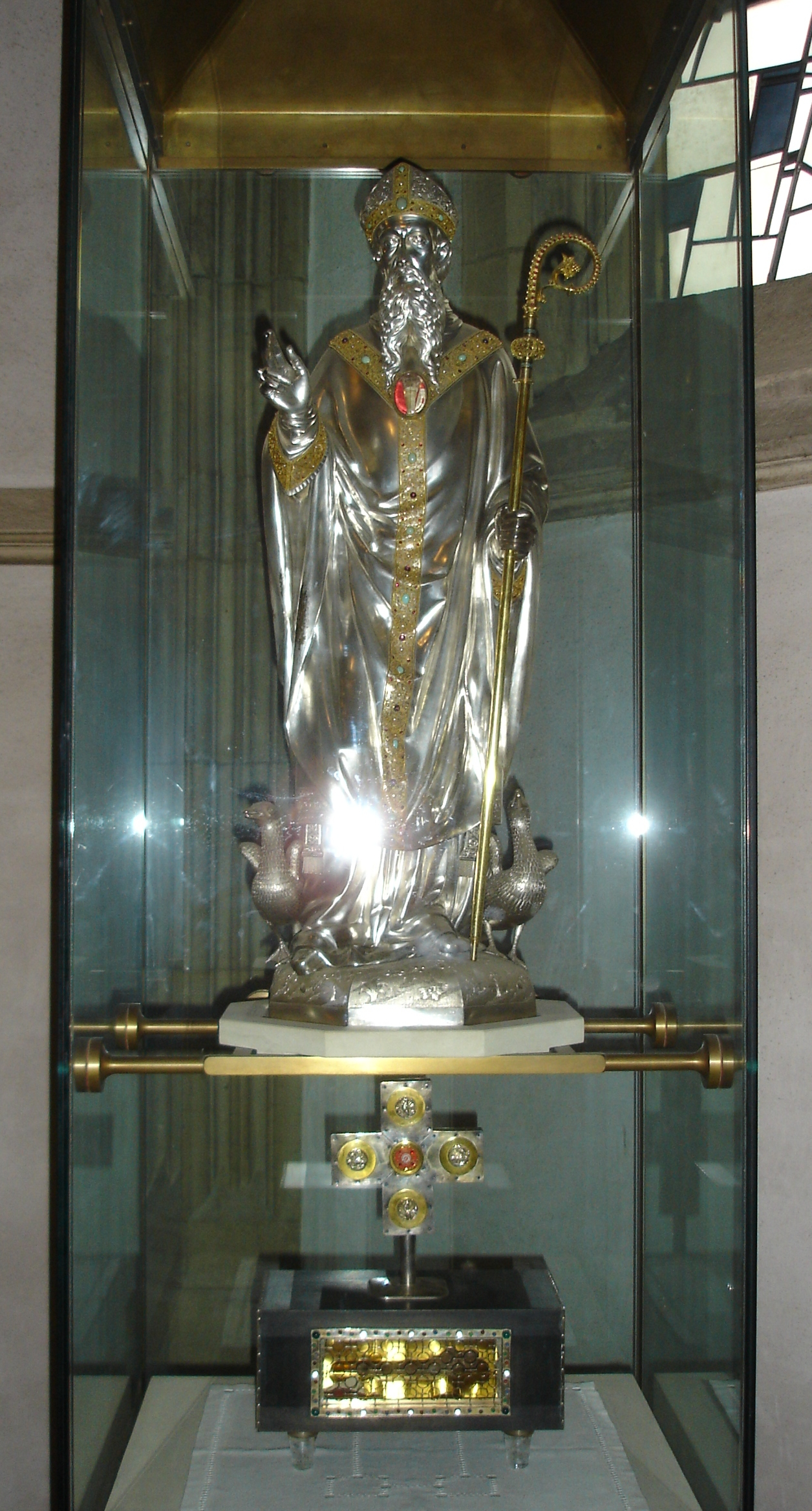
Ein Standbild Liudgers im Dom zu Münster

Ein genaues Gründungsdatum von Leer ist nicht bekannt. Es gilt jedoch als sicher, dass das Dorf schon deutlich vor dem Jahr 800 existierte. Künstlich geschaffene Anhöhen aus dieser Zeit deuten an, dass der Geestrücken nahe dem Zusammenfluss von Ems und Leda schon vor der Christianisierung als zusammengehörige Siedlung bewohnt war. Die Keimzelle der Ortschaft lag wohl im Gebiet um den späteren Kirchhügel am Westerende und der Kaakspütte.
Der Name der heutigen Stadt geht wahrscheinlich auf das germanische Wort „Hleri“ zurück, das eine umzäunte Weide bezeichnet und auf das Auskommen der Leeraner als Viehzüchter hindeutet. Weiterhin lebten die Einwohner vom Fischfang. Trotz der strategisch und wirtschaftlich günstigen Lage brachte Leer es zunächst zu keiner großen Bedeutung.

### Christianisierung
Gegen Ende des 8. Jahrhunderts kam der Friesenapostel Liudger im Auftrag Karls des Großen nach Friesland, um die Friesen zum Christentum zu bekehren. In Leer vollbrachte Liudger der Legende nach sein so genanntes „Fischwunder“ und gründete im Jahr 791 die erste Kapelle im ostfriesischen Raum am Westrand der Siedlung Leer. Von der zunächst hölzernen, im 12. Jahrhundert mit Steinen umgebauten und im 15. Jahrhundert erweiterten Kirche ist heute nur noch die Krypta erhalten. Das marode Bauwerk darüber wurde 1785 abgebrochen. In einer Vita des Missionars Liudger, die etwa im Jahr 850 entstand, wird Leer das erste Mal schriftlich erwähnt.
Mit der Missionierung wurden die Leeraner Teil von Karls Frankenreich. Bevor Leer den Grafen des fränkischen Emsgaus unterstand, war es vor allem der vom Bistum Münster in Leer eingesetzte Propst, der einen großen Einfluss auf das Dorf und seine Umgebung ausübte und die Selbstverwaltung Leers unter sein Patronat stellte.

### Häuptlingssitz
Doch im Laufe des Mittelalters verloren das Bistum und die eingesetzten fränkischen Gaugrafen ihre Macht in Friesland und die Zeit der friesischen Freiheit brach an. Doch währte diese nicht lange, im späten Mittelalter brachten die ostfriesischen Häuptlinge immer mehr Macht an sich. Leer gehörte nun zu der friesischen Landesgemeinde Moormerland, die neben anderen Gebieten im frühen 15. Jahrhundert von dem Häuptling Focko Ukena beherrscht wurde.
Ukena verlegte seinen Hauptsitz von seinem Stammsitz in Neermoor nach Leer, erbaute dort die Fockenburg und trug fortan den Titel Häuptling von Leer. Im Jahr 1426 schlug Ukena schließlich in der Schlacht von Detern die Häuptlingsfamilie der tom Brok und brachte die Herrschaft über den größten Teil Ostfrieslands an sich. Leer war somit für eine kurze Zeit das wichtigste politische Zentrum des Landes.

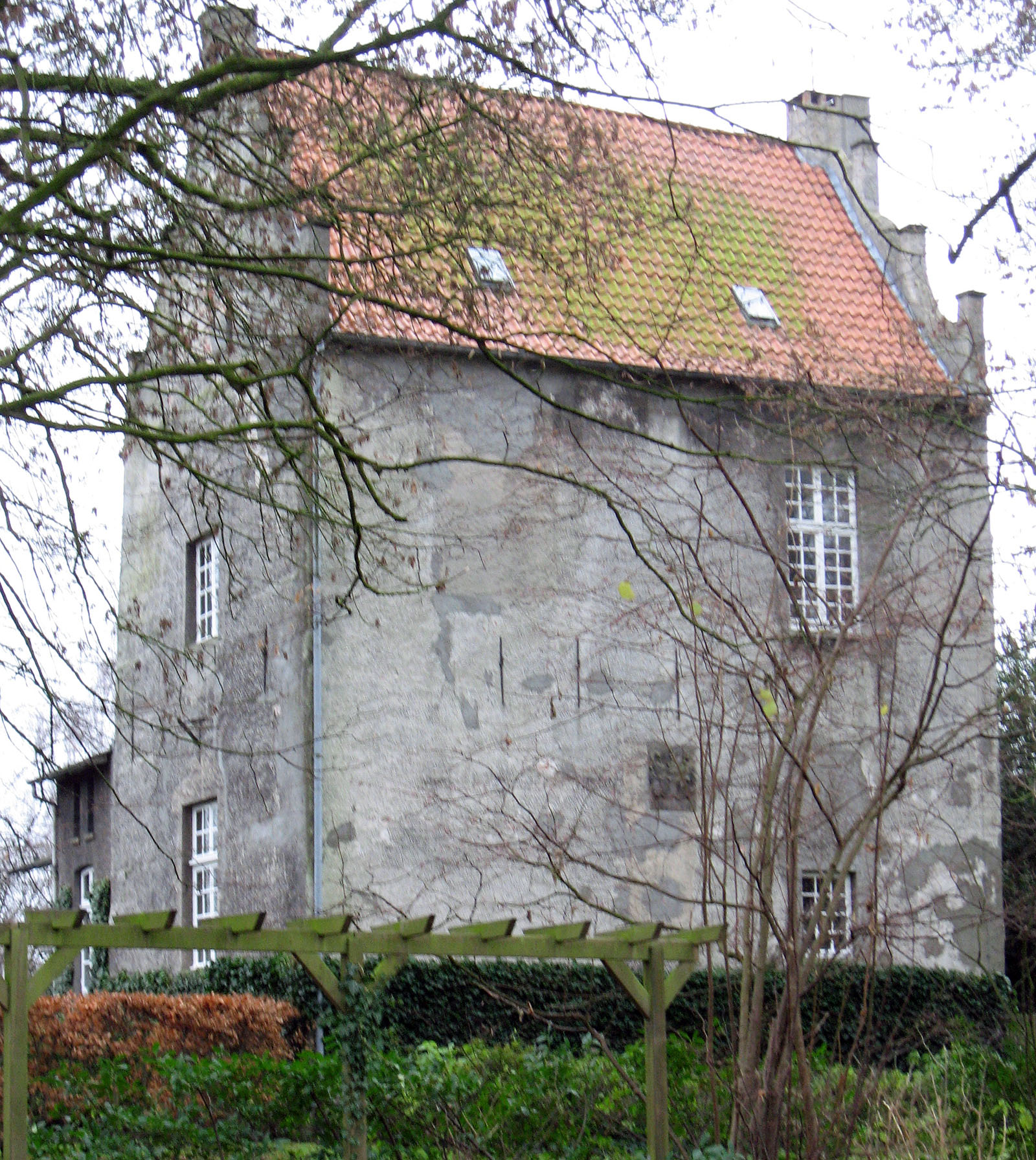
Die Harderwykenburg heute

Allerdings wollten sich die anderen Häuptlinge nicht damit abfinden, das abgeschüttelte Joch der tom Brok gegen das des Fokko Ukena einzutauschen. Im Jahr 1430 belagerte ein Bund der Freiheit Ukena in seiner Burg in Leer und vertrieb ihn. Die Burg wurde geschleift. Sein Erbe Hayo Unken erbaute später die heute noch existierende Harderwykenburg. Er arrangierte sich jedoch mit der Vorherrschaft der Familie Cirksena.
Ukena hatte mit Seeräubern gemeinsame Sache gemacht und so nutzte die Hanse – insbesondere die Hamburger – die Gelegenheit nach Ukenas Vertreibung und bemächtigte sich der wichtigsten ostfriesischen Verkehrswege. Unweit des Dorfes Leer wurde von den Hamburgern 1435 an dem Zusammenfluss von Ems und Leda aus den Steinen der zerstörten Burg Focko Ukenas die Festung Leerort errichtet.
Der mit den Hamburgern verbündete Häuptling Ulrich Cirksena erhielt diese Festung im Jahr 1453. Derselbe Ulrich war es auch, der 1464 vom Kaiser mit der Grafschaft Ostfriesland belehnt wurde, zu der nun auch Leer gehörte. Leerort wurde zur wichtigsten Festung der Grafschaft ausgebaut und entwickelte sich auch zum Verwaltungssitz des Amts Leerort. Der Flecken Leer war Teil dieses Amts. Die Leeraner hatten in der Festung Dienste zu leisten. Leerort war häufig Schauplatz von kriegerischen Auseinandersetzungen, etwa während der Sächsischen Fehde von 1514 bis 1517. Das unweit liegende Leer war ungeschützt und wurde daher mehrfach geplündert.

## Wirtschaftlicher Aufschwung

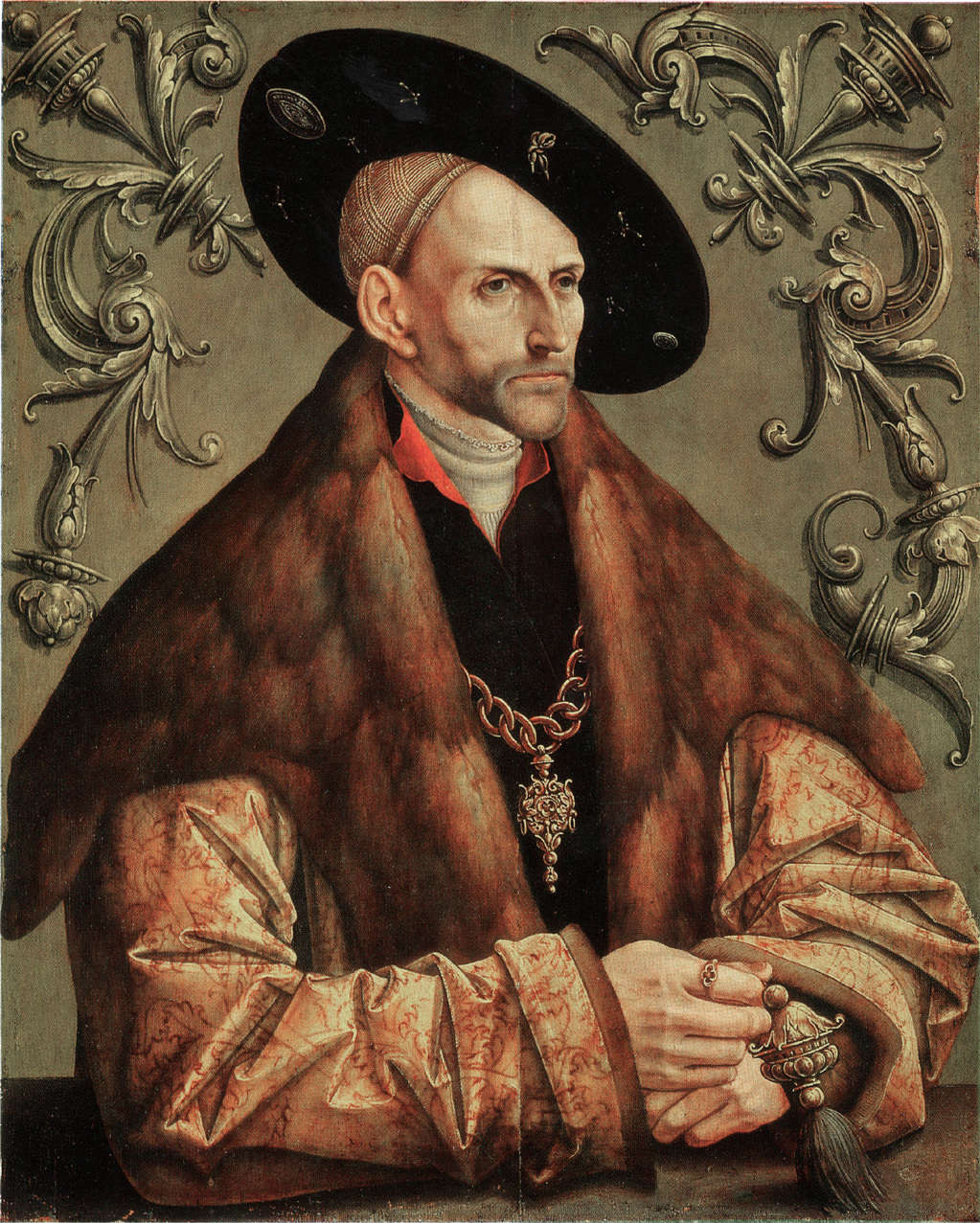
Edzard der Große

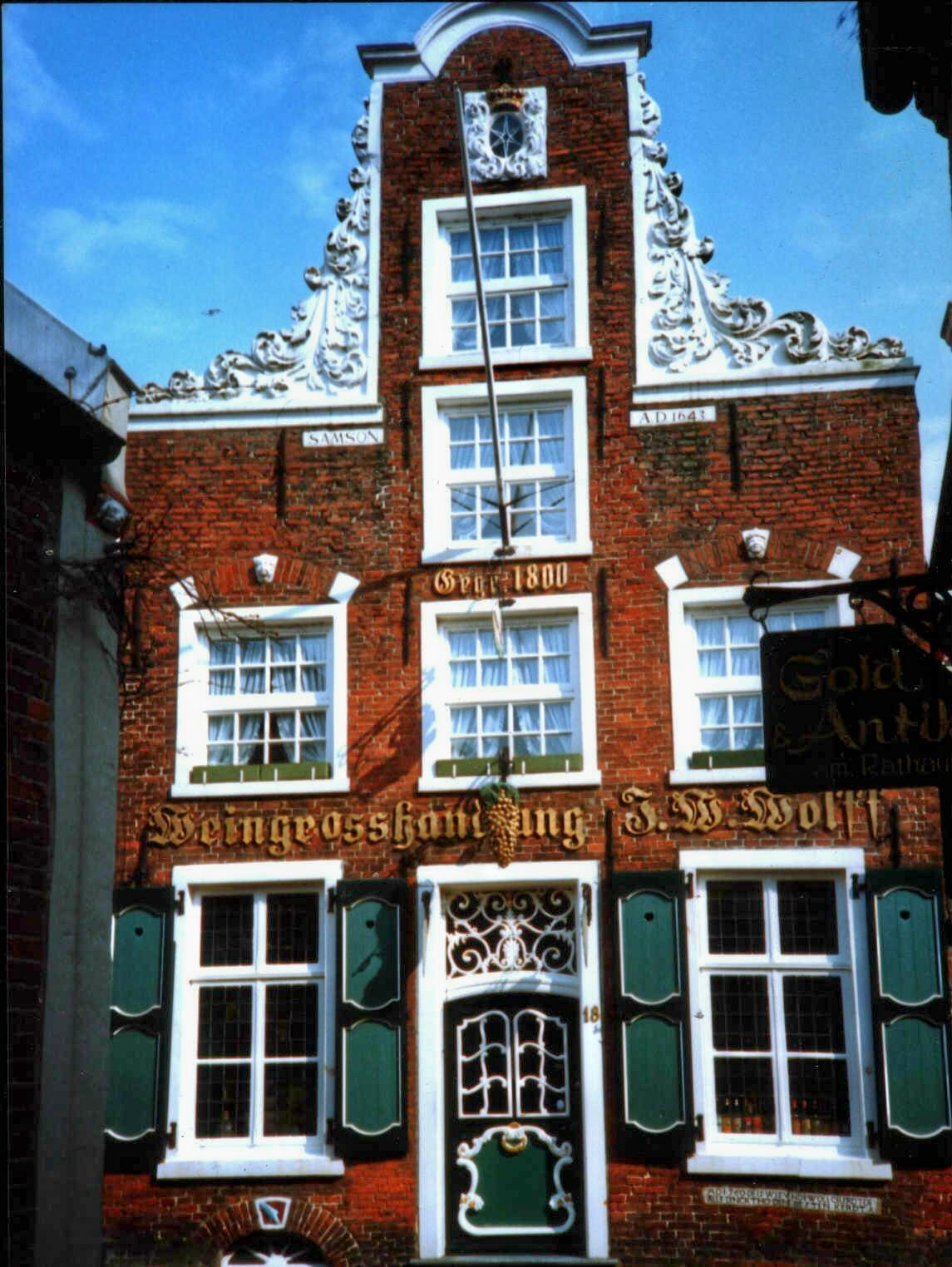
Haus Samson.

1508 verlieh Edzard der Große dem Flecken Leer, der fortan mit dem Markt im nahen Groningen konkurrieren sollte, das Marktrecht. Der Gallimarkt (benannt nach dem St.-Gallus-Tag am 16. Oktober) findet noch immer jedes Jahr im Oktober statt. Dem Chronisten Ubbo Emmius zufolge nahm Leer von da an einen gewaltigen Aufschwung.
Der Handel mit landwirtschaftlichen Produkten entwickelte sich gut. Ins 16. Jahrhundert fällt auch die Organisation der Leeraner Handwerker in Zünften. Die bedeutendste Zunft wurde jene der Leinenweber. Der Flachsankauf war von Graf Edzard an Leer gebunden worden und die Bauern des Leeraner Umlandes produzierten diesen Grundstoff für das Leinen reichlich und günstig.
In Leer ließen sich zahlreiche protestantische Glaubensflüchtlinge aus den Niederlanden nieder und brachten ihr Wissen um die Leinenweberei mit in die Stadt. Neben den Webern waren es aber vor allem kapitalstarke Händler, die sich zudem auf dem niederländischen Markt auskannten. Das Leinen aus Leer wurde in der Folgezeit in weite Teile Europas exportiert. Leer zählte um das Jahr 1600 bereits zwischen 3000 und 3500 Einwohner.
Zeugen dieser Blütezeit sind die Errichtung zahlreicher Bauten, etwa der heutigen Haneburg. Im 1643 wird im Stile des niederländischen Frühbarocks das „Haus Samson“ erbaut. In der Fassade wird später das Wappen der Familie Vissering eingebracht. Heute ist das Haus Sitz der überregional bekannten Weinhandlung Wolff.

## Die Reformation und die Entwicklung der Kirche

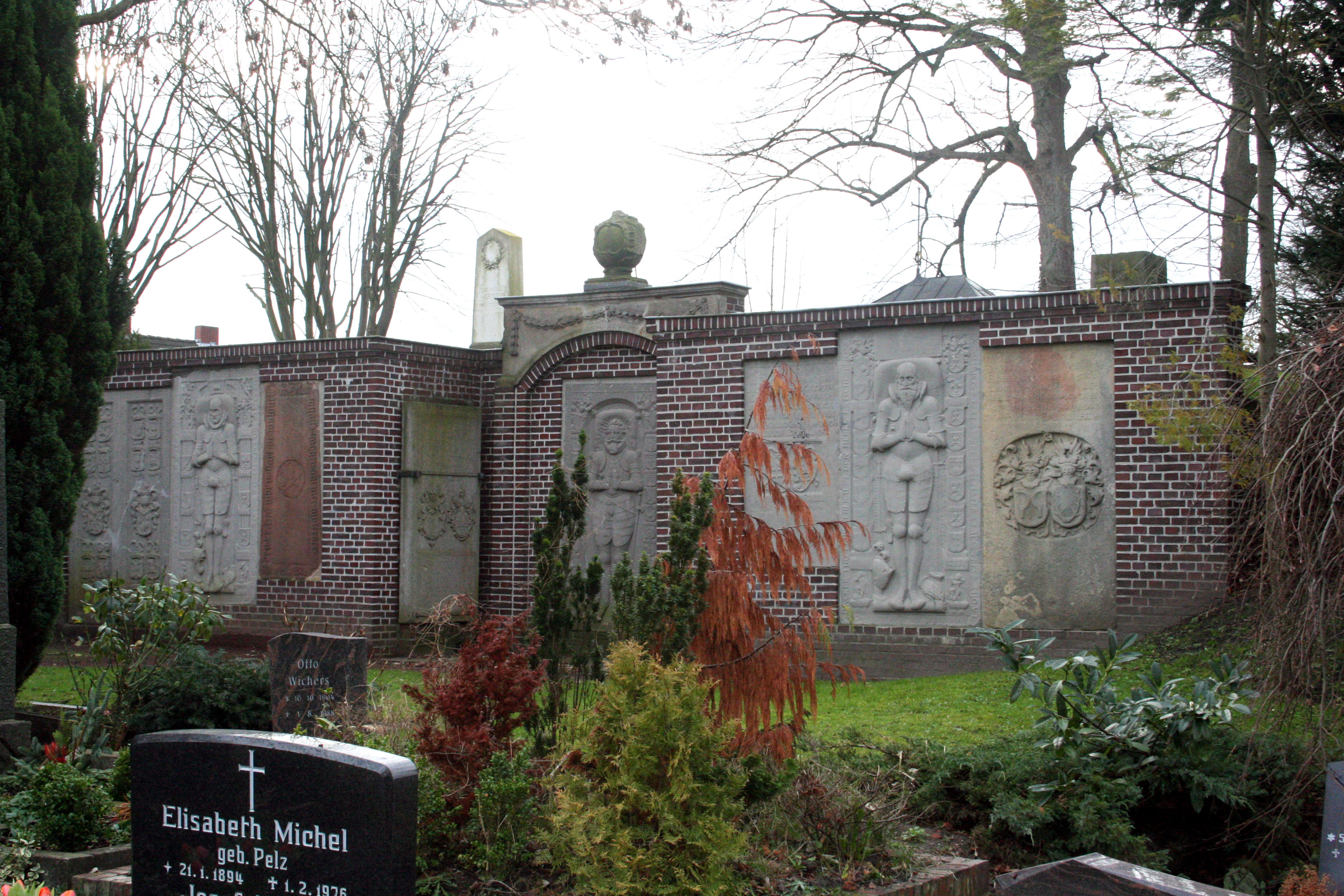
Die erhalten gebliebene Krypta der alten Liudgeri-Kirche

Die Reformation wurde in Ostfriesland von Graf Edzard dem Großen eingeführt. Bereits zwischen 1520 und 1530 verdrängte das protestantische Bekenntnis die katholische Konfession nahezu vollständig aus dem Flecken Leer. Dem Calvinismus zugeneigte und lutherische Christen lebten einträchtig nebeneinander und benutzten sogar gemeinsam die alte Liudgeri-Kirche unweit des Plytenbergs. Eine klare Definition der neuen Konfessionen gab es jedoch noch nicht.
Kriegerische Auseinandersetzungen wegen des Glaubens fanden in Leer nicht statt. Der Flecken wurde 1533 im Zuge der Geldrischen Fehde zweimal von den Truppen des katholischen Herzogs Karl von Geldern geplündert. Allerdings war dieser Krieg eher von machtpolitischem Charakter denn ein Glaubenskrieg.
In Leer setzte sich jedoch schließlich – ähnlich wie in Emden – das reformierte Bekenntnis gegenüber den Lutheranern durch. Dies war zwar nicht im Sinne der meist lutherischen Landesherren, jedoch wurden die Reformierten im Flecken Leer nicht an ihrer Glaubensausübung gehindert. Der Rat der reformierten Gemeinde übernahm die Rechte des ehemaligen Propstes und war damit so etwas wie ein Stadtrat geworden. Die Kirche nahm einen Großteil der örtlichen Verwaltungsaufgaben wahr.
Die reformierte Gemeinde wurde sehr wohlhabend. Dies lag nicht zuletzt an Einkünften aus den Waagerechten, welche die Gemeinde innehatte. Diese wurden ihr von den Landesherren auch nicht streitig gemacht. Gräfin Anna bestätigte sie der Gemeinde im Jahr 1542 sogar noch einmal ausdrücklich. Als sich der Flecken immer weiter zum Ufer der Leda hin entwickelte, verlegte die Gemeinde die Waage um 1570 ans Wasser und legte damit den Grundstein für die Entwicklung Leers zur Hafenstadt.
Die reformierte Gemeinde konnte mit ihren Einkünften seit 1525 eine eigene Volksschule einrichten und unterhielt auch das Armenhaus. Unter Graf Johann wurde 1584 zusätzlich eine Lateinschule in Leer gegründet, der 1588 bis 1594 Ubbo Emmius als Rektor vorstand. Der reformierte Graf Johann II. war dank der Abschaffung der Primogenitur durch seine Mutter gleichberechtigter Landesherr neben seinem lutherischen Bruder Edzard, mit dem er ständig im Zwist lag. Diese gegenseitige Schwächung der beiden Grafen war jedoch auch eine Ursache dafür, warum in Ostfriesland weder das lutherische noch das reformierte Bekenntnis durch das landesherrliche Regiment durchgesetzt werden konnte.
Am Ende des 16. Jahrhunderts hatte der Marktflecken Leer ostfriesische Städte wie Aurich, Norden und Esens an Bedeutung und Größe überflügelt. Das Stadtrecht wurde Leer allerdings vorenthalten. Der lutherische Graf Enno III. fürchtete sich offenbar davor, mit der Verleihung der Stadtrechte ein „zweites Emden“ zu erschaffen.
Die ebenfalls vorherrschend reformierte Hafenstadt Emden hatte Ennos Vorgänger Edzard II. aus ihren Mauern vertrieben und sich durch die Emder Revolution als fast autonomer Stadtstaat etabliert. Der Landesherr konnte mehr Einfluss auf Leer ausüben, wenn der Ort ein Markflecken blieb, auch wenn Leer mit Stadtrechten eventuell zu einer Konkurrenz für Emden hätte aufgebaut werden können. Schutzmacht der Emder waren die niederländischen Generalstaaten, die ab 1611 nicht nur in Emden, sondern auch in Leerort eine Garnison unterhielten.
Der reformierte Graf Johann II. hatte 1585 für Leer eine Verwaltungsordnung erlassen, die an der Spitze der Verwaltung vier von der reformierten Gemeinde gewählte Schüttmeister vorsah. Der lutherische Graf Ulrich II. änderte diese Ordnung 1637 insoweit ab, als dass die reformierten Schüttmeister nun von den Landesherren ernannt wurden. Zwei Jahre später setzte er zudem durch, dass zwei der Schüttmeister lutherischen Bekenntnisses sein mussten.
Dies hatte den Hintergrund, dass mittlerweile auch wieder zahlreiche Lutheraner nach Leer gezogen waren. Auch wenn die Reformierten weiterhin ein Übergewicht im Flecken Leer behielten, wurden die Rechte der Lutheraner durch die Landesherren gesichert. Im Jahr 1675 wurde mit Hilfe der Fürstin Christine Charlotte die lutherische Kirche erbaut. Die Grundsteinlegung erfolgte am 2. Juni. Doch die Reformierten hüteten weiter eifrig ihre Privilegien und versuchten noch Jahrzehnte lang, der lutherischen Gemeinde das Recht auf ein eigenes Kirchengeläut zu verwehren.

## Vom Dreißigjährigen Krieg bis zum Ende der Cirksena
Die ostfriesischen Grafen standen dem blutigen Treiben des Dreißigjährigen Krieges machtlos gegenüber. So musste Enno III. hilflos zusehen, wie die Niederländer den mit ihnen verbündeten Feldherren Peter Ernst II. von Mansfeld in Ostfriesland einquartierten. Der gefürchtete Söldnerführer plünderte im ganzen Land und legte Leer in den Jahren 1622 und 1623 in Schutt und Asche.
Im September des Jahres 1637 wurde dem Hessischen Landgrafen Wilhelm V., der zuvor Leer mit seinen Truppen besetzt hatte, von den Ostfriesischen Ständen ein sechsmonatiger Aufenthalt gewährt. Eine Woche später starb Landgraf Wilhelm in Leer, seine Truppen blieben jedoch 13 Jahre.
Graf Ulrich II. von Ostfriesland belehnte im Jahr 1642 den Oberst Erhard von Ehrentreuter mit der neu geschaffenen Herrlichkeit Loga vor den Toren Leers. Der Graf hatte beim Oberst Schulden, die er nicht zurückzahlen konnte. Der Oberst ließ dort ein Schloss errichten, das er nach seiner Frau Eva von Ungnad Evenburg nannte.
Auch nach dem Dreißigjährigen Krieg musste Leer Besatzungen erdulden. Die Auseinandersetzungen zwischen den mittlerweile gefürsteten ostfriesischen Landesherren aus dem Haus Cirksena und den ostfriesischen Ständen führten zunächst dazu, dass mit dem Fürsten verbündete münstersche Truppen 1676 bis 1678 in Leer Quartier nahmen. Von 1687 an sollten Truppen des Kaisers, die „Salve Garde“, den Frieden in Ostfriesland aufrechterhalten. Auch die Kaiserlichen wurden im Flecken Leer einquartiert. Mit ihnen kamen erstmals wieder katholische Geistliche in den Ort.
Die kaiserliche „Salve Garde“ blieb bis zum Aussterben der Cirksena 1744 in Leer, konnte aber den Appell-Krieg zwischen Fürst Georg Albrecht und den renitenten Ständen nicht verhindern. Im Jahr 1726 kam es in Leer mehrfach zu schweren Kämpfen zwischen fürstlichen und Emder Truppen.
Doch schon 1744 starb der letzte Fürst aus dem Haus Cirksena und der Flecken Leer kam mit Ostfriesland an Preußen. Die Übernahme der Macht durch Friedrich den Großen führte sowohl zum Abzug der kaiserlichen „Salve Garde“ als auch zur Räumung der Festung Leerort durch die Niederländer.

## Leer in Preußen und Frankreich
Preußens Herrschaft brachte Ostfriesland und Leer zunächst vor allem Stabilität. Die Kämpfe zwischen dem Landesherren und den Ständen waren beendet, die Verwaltung, Rechtsprechung und Förderung der Wirtschaft wurden modernisiert, die Rechte des Adels in den Herrlichkeiten wie Loga beschnitten. Weiterhin griff Friedrich der Große kaum in die überkommenen Rechte ein, die im Lande herrschten. Die Stände und die preußische Verwaltung regierten stabil und effizient.

### Religiöse Toleranz
Der neue Landesherr war aufgeklärt und religiös recht tolerant gegenüber Freikirchen wie den Mennoniten, die es auch in Leer gab. Die Juden wurden geduldet, auch wenn die preußische Gesetzgebung diesbezüglich weniger liberal war als jene der letzten Cirksena-Herren. Eine Gleichstellung dieser Glaubensgemeinschaften ließ allerdings auf sich warten.
Friedrichs Herrschaft führte auch zum Abbau der Streitigkeiten zwischen Reformierten und Lutheranern in der Stadt. So durfte die lutherische Gemeinde ab 1763 einen eigenen Kirchturm bauen und die Glocken läuten lassen, was ihr vorher verwehrt worden war. Es gab mittlerweile ebenso viele lutherische wie reformierte Christen in Leer, später sogar mehr. Auch die Katholiken erhielten im Jahr 1775 wieder eine eigene Kirche.

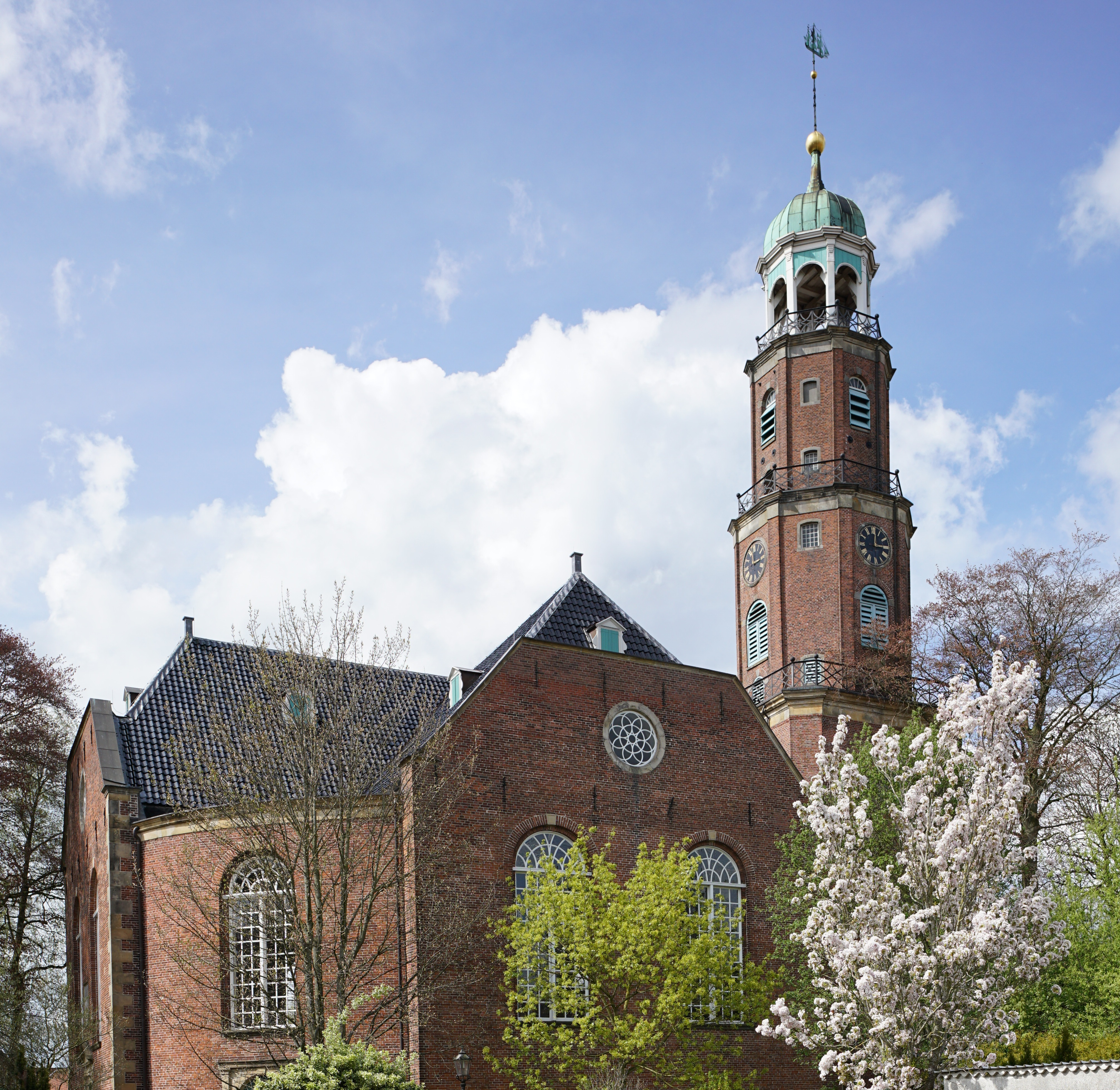
Die Große Kirche in Leer.

Die alte reformierte Kirche wurde 1785 abgebrochen. Noch im selben Jahr erfolgte am 16. September die Grundsteinlegung für den Nachfolgebau, an dem sich auch die Lutheraner mit zahlreichen Spenden beteiligten. Die offizielle Einweihung der so genannten Großen Kirche, die einen höheren Turm als die Lutherkirche besaß, erfolgte exakt zwei Jahre später am 16. September 1787. Die Festpredigt hielt Prediger Johannes Eilshemius.

### Wirtschaftlicher Aufschwung
Für Leer war die preußische Zeit eine Epoche der wirtschaftlichen Veränderung. Der Flecken war durch das Handwerk geprägt, Landwirtschaft gab es vor allem im Umland. König Friedrich sah in Leer allerdings einen ungeschliffenen Diamanten, was den Handel anging. Der Handel über See wurde vor allem durch das Stapelrecht der Stadt Emden behindert, das diese eifersüchtig hütete. Schon seit langem hatten die Emder versucht, die Markttätigkeit in Leer zu behindern.
Mit der Hilfe des Königs durften 1749 erstmals Leeraner Schiffe (und auch Schiffe aus anderen ostfriesischen Orten) mit Ausnahmegenehmigungen an Emden vorbeisegeln. Infolge der langsamen Verlandung des Emder Hafens überflügelte der Leeraner Seehandel den Emdens bis zum Ende des Jahrhunderts. Die komplette Aufhebung des Stapelrechts fiel allerdings erst in die Zeit der holländisch-französischen Herrschaft 1808. Im Jahre 1806 wurde die Firma Bünting gegründet, die bis heute als Teehandelshaus und große Handelsgesellschaft fortbesteht.
Friedrich der Große war ebenfalls ein Freund der Leinenweberei. Dieses einst in Leer so erfolgreiche Gewerbe war allerdings im Niedergang begriffen und die Weberzunft wurde zur Ärmsten des Ortes. Das Leinen aus Leer galt zwar nach wie vor als qualitativ äußerst hochwertig, war aber wegen „verschlafener“ oder gar abgelehnter Modernisierungen zu teuer. Viele Weber mussten ein anderes Handwerk erlernen. Im 18. Jahrhundert begann auch langsam die Industrialisierung in Leer. Verschiedene Fabriken und Manufakturen siedeln sich an, etwa die Seifensiederei, die Lederfabrik, die Leimsiederei, Schnapsbrennereien und andere.

## Französische Besatzungszeit
Während der Napoleonischen Kriege kam der Handel in Leer zum Erliegen. Kontinentalsperre und englische Blockade ließen nur noch Schmugglertätigkeiten zu, die allerdings die Ausfälle des Handels nicht ausgleichen konnten. Im Jahr 1806 rückten Truppen des französischen Vasallenkönigreichs Holland in Leer ein. 1807 musste Preußen seine Westgebiete abtreten, und Leer wurde mit Ostfriesland offiziell holländisch. Als 1810 das Königreich Holland direkt an Frankreich angegliedert wurde, wurde auch Leer französisch, bis zur Rückeroberung 1813 durch die preußischen Truppen des Grafen Carl von Wedel.
1808 wurde die alte Schüttmeisterordnung in Leer abgeschafft und 1810 durch eine französische Mairie-Ordnung ersetzt, die zum 1. Januar 1811 in Kraft trat. Die Mairie umfasste auch Heisfelde, Leerort, Bollinghausen und Hohegaste. Damit hatte Leer zwar offiziell nach wie vor keine Stadtrechte, war aber durch die neue Verwaltungsordnung im Lande nun gleichrangig mit Emden. Diese Verwaltung stellte durchaus eine Verbesserung und Modernisierung dar, auch wenn der Maire und seine Adjutanten nicht mehr gewählt, sondern ernannt wurden. Zum 1. Januar 1811 wurde Friedrich Groß zum Maire des Cantons-Sitzes Leer ernannt. Willem Cramer van Baumgarten wurde 1812 von der französischen Verwaltung als Maire des Fleckens Leer eingesetzt und war somit im Prinzip der erste Bürgermeister von Leer. Sein Stellvertreter (Maire Adjoint) wurde Abraham Ehrlenholtz.

## Hannover und Stadtrechte
Nach einer erneuten zweijährigen Herrschaft Preußens wurde Ostfriesland zur Enttäuschung seiner Einwohner, die den Aufschwung unter Friedrich dem Großen nicht vergessen hatten, dem Königreich Hannover zugeschlagen. Die alte Mairie-Verfassung aus der Franzosenzeit wurde noch als Übergangsregelung bis 1823 beibehalten. In dieser Zeit war der Elsässer Abraham Ehrlenholtz Vorsteher des Marktfleckes. Er hatte bereits während der französischen Herrschaft unter Maire Willem Cramer van Baumgarten in der Verwaltung von Leer gearbeitet. Ehrlenholtz trug nun allerdings den offiziell eingedeutschten Titel „Bürgermeister“.
Erst als sich 1821 zumindest ein Teil der Bürger grundsätzlich für den Erhalt der Stadtrechte aussprach, wurde eine Verfassung entworfen, der zufolge die Hauptverwaltungsbeamten vom Staat ernannt werden sollten, während die von der Bürgerschaft gewählten Stadtverordneten nur beratende Funktionen ausübten. Die Kompetenzen der Stadt wurden ebenfalls nicht erweitert, auch Waage und Schulen sollten zunächst weiterhin in Kirchenhand bleiben. Der einzige Vorteil war der Aufstieg in den Stand der Städte in der ostfriesischen Ständeversammlung. Allerdings hatte die Ostfriesische Landschaft im Königreich Hannover nahezu ihre gesamte politische Macht abgeben müssen.
Jedoch erklärte sich der Staat schließlich bereit, die von ihm ernannten hauptamtlichen Verwaltungsbeamten – Bürgermeister, zwei Senatoren und zwei weitere Beamte – zu bezahlen. Und so trat am 1. August 1823 die von König Georg IV. verliehene Stadtverfassung in Kraft. Zum Bürgermeister der jungen Stadt wurde mit Abraham Ehrlenholtz jener ernannt, der dieses Amt schon zuvor bekleidet hatte. Zu großer Begeisterung wegen der neuen Stadtrechte ließen sich die Bürger Leers aus den geschilderten Gründen aber nicht hinreißen. Dass der Schritt zu einer hauptamtlichen Verwaltung eine wichtige Grundvoraussetzung für die weitere Entwicklung wurde, ließ sich erst Jahrzehnte später erkennen.
Erst Am 6. August 1861 verlieh König Georg V. der Stadt ein Stadtwappen. Es wird in der Urkunde wie folgt beschrieben: „…im rothen Felde ein silbernes kastell, über welchem ein goldener Löwe schreitet, ferner auf einem an das Thor des Kastells gelehnten rothen Schilde das weiße Pferd unseres Königlichen Wappens …“
Nur langsam konnte die junge Stadt ihre Zuständigkeit auf Kosten der Kirchen erweitern. Das Schulwesen blieb noch lange konfessionell, obwohl die Stadt 1834 die reformierte Lateinschule übernahm und zu einer höheren Bürgerschule machte. Und erst 1865 konnte die Stadt auf Druck der Kaufleute das Waagemonopol der reformierten Gemeinde abschaffen.

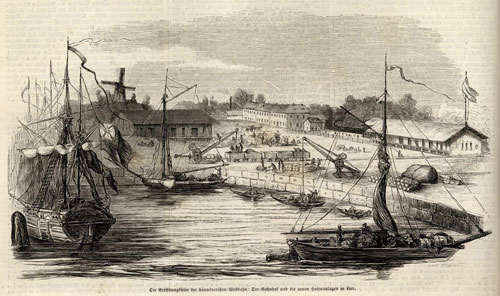
Leer bei der Eröffnung des Bahnhofs 1856

Die seit der Franzosenzeit daniederliegende Leeraner Wirtschaft erholte sich rasch, da sie sehr vielseitig war. Die Märkte florierten. Handel, Brauereiwesen und andere Gewerbe blühten auf. Der Hafen wurde erfolgreich ausgebaut. Das Emder Stapelrecht galt nicht mehr und Emdens Hafen erlebte im Gegensatz zu Leer seinen Tiefpunkt. Im Jahr 1856 erhielt Leer mit einem Bahnhof an der Hannoverschen Westbahn von Emden nach Rheine eine erste Eisenbahnverbindung. Auch Druckereien etablierten sich. Die erste Tageszeitung, das Leerer Anzeigeblatt, erschien am 15. April 1848 in der Buchdruckerei Zopfs.
Letzteres entstand durch die Zugeständnisse der Hannoverschen Regierung im Zuge der Revolution 1848. Die Leeraner – viele Bürger und der Magistrat – waren die ersten Ostfriesen, die am 10. März 1848 zahlreiche Forderungen im Geiste der Revolution an den König stellten. Nach der gescheiterten Revolution wurde die Stadtverwaltung unter dem seit 1857 amtierenden Bürgermeister Julius Wilhelm Engelbrecht Pustau aber rasch sehr königstreu. Liberale Ansätze erstickten spätestens mit dem Blick auf Emden, das für seine fortdauernde liberale Haltung mit einem wirtschaftlichen Niedergang bestraft wurde. Die Leeraner Bürgerschaft zog zunächst die wirtschaftliche Sicherheit den liberalen Ideen vor.
Dennoch, oder gerade deswegen, wurde auch in Leer der neuerliche Anschluss an Preußen im Jahr 1866 sehr begrüßt. Am 22. Juni lief ein preußisches Kanonenboot im Leeraner Hafen ein und nach der Kapitulation des Königs von Hannover feierten die Leeraner tagelang die Annexion. Leer hatte jedoch für das rasche Umschwenken von der hannoverschen auf die preußische Linie viel Kritik einstecken müssen, die Leeraner Kaufleute wurden vor allem aus der hannoverschen geprägten Verwaltungsstadt Aurich als Wendehälse verschrien. Allerdings dauerte es nicht lange, bis auch Aurich die preußischen Fahnen aufzog.

## Preußen, Kaiserreich und Erster Weltkrieg
Mit der Rückkehr nach Preußen gewannen die Liberalen auch in Leer wieder Einfluss. Alle Reichstagswahlen wurden in Leer zunächst von nationalliberalen, und nach deren eher konservativen Neuausrichtung 1879 von den linksliberalen Parteien gewonnen. Leer war zudem die erste Stadt Ostfrieslands, in der sich Sozialdemokraten organisierten und nach der Jahrhundertwende auch beachtliche Ergebnisse erreichen konnten. Christsoziale und extrem rechte Parteien blieben belanglos, ebenso wie die noch hannoversch gesinnten Gruppen.
Juden und Angehörige der Freikirchen wie die Mennoniten genossen unter der preußischen Herrschaft die gleichen Bürgerrechte. Die jüdische Gemeinde baute von 1883 bis 1885 erstmals eine Synagoge in Leer.
Im Schulwesen setzte sich die in Hannover begonnene Abkopplung von den Konfessionen langsam fort. Die ehemalige Lateinschule wurde 1874 zu einem Gymnasium, dem Vorläufer des heutigen Ubbo-Emmius-Gymnasiums. Nachdem der Staat für diese Schule die Verantwortung hatte, konnte die Stadt 1877 die schon 1849 von Teletta Groß gegründete Mädchenschule als höhere Töchterschule in seine Trägerschaft übernehmen. Sie besteht bis heute als Teletta-Groß-Gymnasium fort. Durch die weitere preußische Gesetzgebung wurden auch die anderen Schulen langsam dem kirchlichen Einfluss entzogen, die Volksschulen blieben aber noch lange konfessionell geprägt.
Noch im Königreich Hannover hatte die katholische Gemeinde das Borromäushospital gegründet. Im Jahr 1872 gründeten auch die evangelischen Gemeinden einen Krankenhausverein, der zur Keimzelle des heutigen Kreiskrankenhauses wurde.

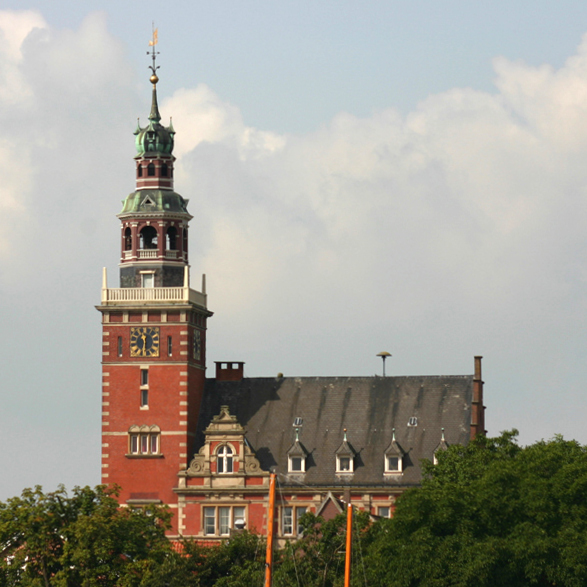
Das Rathaus.

Im Jahr 1887 begann die Planung für den Bau des Rathauses der Stadt. Möglich wurde der Bau durch den Nachlass eines Leeraner Bürgers in Höhe von rund 160.000 Goldmark. In einem Wettbewerb setzte sich der Entwurf des Aachener Professors Henrici durch, der dann auch verwirklicht wurde. Nach fünf Jahren Bauzeit wurde das Rathaus am 29. Oktober 1894 eingeweiht.
Die weitere Industrialisierung brachte keinen so starken Umbruch für Leer wie es anderswo im Reich der Fall war. Nach wie vor lebten viele Einwohner vom Handwerk oder vom Handel. Aber auch in Leer wuchs die Klasse der Arbeiter stetig. In diese Zeit fällt die Gründung von Firmen wie der Spirituosenfabrik Folts und Speulda und der Tütenkleberei Neemann, später liebevoll „Pütje Neemann“ genannt.
Aufschwung nahm Leer auch durch den fortwährenden Ausbau der gesamten Infrastruktur. Von 1900 bis 1903 wurde der Leeraner Hafen tidefrei umgebaut. Die Ledaschleife wurde von dem Fluss abgetrennt und durch eine Seeschleuse mit der Leda verbunden. Gleichzeitig wurde damit und mit neuen Deichen der Schutz vor Sturmfluten verbessert. Die Seeschleuse Leer war zu diesem Zeitpunkt die einzige elektrisch betriebene Schleuse in Preußen und musste erst in den 1970er Jahren instand gesetzt werden. 1896 entstand ein privates Wasserwerk, 1898 erhielt die Stadt ein Fernsprechamt, 1901–1903 entstand die Kanalisation und 1903 ein Elektrizitätswerk.
In der Zeit Kaiser Wilhelms II. ging es Leer wirtschaftlich noch besser als im Königreich Hannover. Diese Zeit ist in Leer vor allem mit dem Namen des Bürgermeisters August Dieckmann verbunden, der von 1887 bis 1913 der Stadt vorstand. Auch wenn er politisch vor allem von konservativen und liberalen Kräften abhängig war, versuchte er auch andere Schichten der Stadtbevölkerung zu vertreten, wie es sein Einsatz beim Streik der Metallarbeiter 1906 zeigte.
Der Ausbruch des Ersten Weltkriegs, den Dieckmann nicht mehr erleben musste, hatte zunächst in Leer die gleiche Kriegsbegeisterung wie im übrigen Reich ausgelöst. Der Krieg brachte der Stadt jedoch großen wirtschaftlichen Schaden, Nahrungsmittelknappheit und Bevölkerungsrückgang, so dass die Novemberrevolution allgemein begrüßt wurde.

## In der Weimarer Republik
Die Revolution wurde in Leer vor allem von Soldaten und Arbeitern getragen, die durch Wilhelmshavener Marinesoldaten dazu ermuntert wurden. Die Stadtverwaltung unter Bürgermeister Emil Helms unterstellte sich dem Arbeiter- und Soldatenrat. Es gab weder Klassenkampf noch großen Aufruhr, die Ordnung in der Stadt war gewährleistet. Die Revolution in Leer und im Reich führte für Leeraner vor allem dazu, dass 1919 erstmals unabhängig von Besitztum und Geschlecht eine freie und gleiche Wahl für das Stadtparlament abgehalten werden konnte.
Damit konnten erstmals Sozialdemokraten und Kommunisten in das Stadtparlament einziehen, die in der Folgezeit in der Regel etwa ein Drittel der Stimmen auf sich vereinigten. Allerdings konnte sich nur die SPD langfristig als Vertretung der Arbeiter etablieren. Nach dem Krieg änderten sich die sozialen Verhältnisse in der Stadt nur langsam, der Aufschwung der 20er Jahre entfaltete verspätet.
Im Jahr 1920 wurde schließlich Erich vom Bruch neuer Bürgermeister der Stadt. Vom Bruch verstand es, über die Parteigrenzen hinaus Politik zu machen. Der Bürgermeister setzte sich stark für die Entwicklung der Nessehalbinsel ein. Von 1925 bis 1928 wurden umfangreiche Baumaßnahmen in der Stadt durchgeführt. Für den zeitweise größten Viehmarkt Europas wurde auf der Nesse eine neue Viehmarktanlage errichtet.
Auch vom Bruch bemühte sich in seinem Amt um einen Ausgleich zwischen den Arbeitern und den Fabrikbesitzern. Die Weltwirtschaftskrise 1929 traf Leer jedoch heftig und ließ den finanziellen Spielraum der Stadt zusammenschrumpfen. Die massenhafte Arbeitslosigkeit und die niedrigen Löhne führten zu einer aufgeladenen Stimmung. Vom Bruch versuchte sich zwar von jeglichem parteipolitischen Klüngel fernzuhalten und die Gremien und die Verwaltung handlungsfähig zu halten, konnte aber die anstehenden wirtschaftlichen Probleme nicht lösen.
Der Rückhalt in der Leeraner Bevölkerung für die demokratisch eingestellten Politiker schwand mit der zunehmenden allgemeinen Resignation. Allerdings konnte auch die NSDAP bis 1933 keinen Sitz im Stadtrat erlangen. Dies gelang ihnen erst nach ihrem Durchbruch bei der Reichstagswahl 1933. Noch am 13. April 1932 wurde ein in der Wörde befindliches SA-Heim der NSDAP von der Polizei geschlossen und zahlreiche Gegenstände beschlagnahmt. Zuvor war die Geschäftsstelle der NSDAP in der Brunnenstraße durchsucht und weitere Gegenstände beschlagnahmt worden.
Mit massiven Propagandamaßnahmen und Umzügen sicherten sie sich ihren Einfluss und suchten auch die Gegner von der SPD mit ihren SA-Braunhemden zu terrorisieren. Bürgermeister Erich vom Bruch konnte mit der ihm noch unterstellten Polizei allerdings noch ein letztes Mal verhindern, dass die SA am 16. Februar 1933 die letzte Wahlveranstaltung der SPD sprengte.

## Zeit des Nationalsozialismus und Zweiter Weltkrieg

### Machtergreifung
Unmittelbar nach dem Sieg der NSDAP bei der Reichstagswahl 1933 und noch vor der Kommunalwahl marschierten SA-Verbände am 8. März zum Leeraner Rathaus und hissten Hakenkreuzflaggen, die Bürgermeister vom Bruch jedoch wieder einholen ließ. Bei der Kommunalwahl am 12. März gewannen die Nationalsozialisten die Hälfte der 24 Sitze im Leeraner Stadtrat. Die NSDAP hatte zudem Parteigänger in der Nationalen Einheitsliste.
Die SPD gewann acht Sitze, konnte jedoch wenig bewirken und wurde zudem durch die Reichsgesetzgebung geschwächt. Der einzige kommunistische Mandatsträger konnte seinen Sitz durch ein Reichsgesetz gegen die Kommunisten nicht mehr wahrnehmen. Nach dem Herausdrängen der Opposition aus den Gremien konnte die Leeraner SPD in der Folgezeit nur noch aus dem Untergrund agieren.
Nun machte sich die NSDAP in Leer daran, die unliebsame Stadtverwaltung um Bürgermeister Erich vom Bruch loszuwerden. Dem Magistrat, der sich kaum wehren konnte, wurde Korruption vorgeworfen. Die SA nahm vom Bruch und andere wegen „Vertuschungsgefahr“ in „Schutzhaft“. Unter diesem Druck nahm sich Bürgermeister Erich vom Bruch am 7. Mai 1933 das Leben. Die Unschuld der Leeraner Stadtverwaltung wurde jedoch nachträglich 1934 in einer (sehr zum Unmut der NSDAP) rechtsstaatlich korrekten Gerichtsverhandlung in Aurich festgestellt.
Mit dem Parteiverbot saßen seit Juni 1933 nur noch NSDAP-Mitglieder in den städtischen Gremien. Der NSDAP-Kreisleiter Erich Drescher wurde im August zum neuen Bürgermeister gewählt, nachdem die Qualifikationshürden für dieses Amt zu seinen Gunsten abgesenkt wurden. Das Führerprinzip wurde 1935 eingeführt.

### Verfolgung
Mit der Übernahme der Macht im Rathaus begann der nationalsozialistische Terror in Leer. Gewerkschaften, Arbeiterverein, CVJM und Freimaurer gehörten zu den Opfern der Nazis. Echte oder auch vermeintliche Kommunisten wurden in Konzentrationslager geschickt. Aber besonders hatten bereits seit 1933 die etwa 300 Juden in Leer zu leiden.
Schon im März 1933 wurden die Juden zur Herausgabe der Schächtmesser gezwungen. Die Messer wurden anschließend öffentlich verbrannt. Am 1. April folgten, wie deutschlandweit, Boykottaufrufe. In der Folgezeit durften die bis dahin einflussreichen jüdischen Viehhändler ihr Gewerbe nicht mehr ausüben. Widerstände gegen diese Maßnahmen seitens der Leeraner Bevölkerung bzw. der nichtjüdischen Gewerbetreibenden sind nicht bekannt.
In der Nacht vom 9. auf den 10. November 1938 kam es auch in Leer zu den landesweit befohlenen Ausschreitungen gegen die Juden, die später als „Reichskristallnacht“ oder Novemberpogrome 1938 bezeichnet wurden. Die SA sammelte sich auf dem Schulhof des Lyzeums an der Gaswerkstraße. Dort wurden die Männer dann in verschiedene Trupps zum Anzünden der Synagoge und zur „Aufholung“ der Juden eingeteilt. Die Synagoge in der Heisfelder Straße wurde mit Benzin in Brand gesetzt. Die anwesende Leeraner Feuerwehr beschränkte ihre Tätigkeit anweisungsgemäß auf den Schutz der Nachbarhäuser. Die Juden wurden fast ausnahmslos im städtischen Viehhof auf dem Nessegelände zusammengetrieben. Im Laufe des nächsten Vormittags wurden die Frauen, Kinder und nicht arbeitsfähige Männer entlassen. Die restlichen 56 jüdischen Männer (darunter Männer aus der Umgebung) wurden am 11. November 1938 per Sonderzug ins KZ Sachsenhausen deportiert. Einige von ihnen kamen erst Anfang 1939 wieder nach Leer.
Im Verlauf des Jahres 1938 wurde der jüdische Besitz in Leer „arisiert“. Laut dem „Gesetz über Mietverhältnisse mit Juden“ von 1939 wurden die Juden der Stadt gezwungen, in so genannten „Judenhäusern“ zu leben. Schon seit 1933 waren viele Juden ausgewandert, dies verstärkte sich nach den Novemberpogromen. Doch ab Dezember 1939 konnten die Juden Deutschland nicht mehr verlassen. Die im Raum Leer verbliebenen 106 Juden wurden gezwungen, Ostfriesland bis zum 1. April 1940 zu verlassen. Von ihren neuen Wohnorten aus wurden sie nach und nach in die Vernichtungslager deportiert. Fast 90 Prozent der jüdischen Leeraner wurden im Holocaust ermordet. Überlebt haben nur etwa 20 bis 30 Personen.
Die meisten Leeraner Bürger ignorierten die Maßnahmen gegen Juden und Andersdenkende. Auch die Kirchen taten sich nicht positiv hervor. Die kleine katholische Gemeinde behauptete sich jedoch nahezu geschlossen gegen den Einfluss der Nationalsozialisten, auch die Lutheraner konnten die Bewegung der Deutschen Christen größtenteils von sich fernhalten. Dafür fanden die Deutschen Christen in der reformierten Gemeinde großen Zulauf.
Wirtschaftlich ging es der Stadt Leer zunächst besser, zahlreiche Gebäude wurden saniert oder neu errichtet. Die Stadtoberen um Bürgermeister Drescher waren daran jedoch kaum beteiligt, sie hatten mit der Schwächung des Viehmarktes sogar eher Gegenteiliges bewirkt.

### Zweiter Weltkrieg
Den Zweiten Weltkrieg überstand die Stadt Leer ohne größere Schäden. Während Emden nach schweren Bomberangriffen in Schutt und Asche lag, wurde Leer erst bei der zu diesem Zeitpunkt schon unsinnigen Stadtverteidigung im April 1945 beschädigt. Nach der Sprengung der Brücken über Ems und Leda am 24. April fielen den folgenden Angriffen über 200 Wohnhäuser und einige Firmengebäude zum Opfer. Hatten die sechs Kriegsjahre zuvor durch die vereinzelten Angriffe etwa 300 Tote gefordert, fielen durch die sinnlose Verteidigungsschlacht in den letzten Kriegstagen etwa 400 Leeraner. Kanadische Truppen nahmen die Stadt am 28. und 29. April ein. Die Stadt wurde drei Tage von alliierten Soldaten und auch Einheimischen geplündert.

## Leer seit 1945
Nach und nach errichteten die alliierten Besatzungstruppen eine neue Ordnung. Schon am 1. Mai wurde Georg Albrecht Graf von Wedel zum ersten Nachkriegsbürgermeister der Stadt berufen, am 4. Januar des Folgejahres allerdings schon wieder aus dem Amt entfernt und zehn Tage später durch Johann Epkes ersetzt.
Am 4. März verließ Bürgermeister Johann Epkes sein Amt wieder und wurde Stadtdirektor. Gleichzeitig wurde Hermann Uebel neuer Bürgermeister. Damit waren die Weichen für die Verwaltung kommenden 50 Jahre gestellt: Der gewählte Bürgermeister hatte nurmehr ein repräsentatives Amt, während ein Beamter – der Stadtdirektor – Chef der Verwaltung wurde.
Noch vor der offiziellen Genehmigung von politischen Parteien durch die Briten fanden sich die entsprechenden Interessengruppen zusammen. Im März 1946 gründete sich schließlich ein SPD-Ortsverein, CDU, FDP und KPD folgten. Die ersten freien Gemeindewahlen fanden am 15. September 1946 statt und endeten mit einem klaren Sieg der SPD. Am 29. September löste Louis Thelemann den bisherigen Bürgermeister Hermann Uebel ab.
Im Jahr 1948 verstarb Epkes und Hermann Bakker trat die Nachfolge des Verstorbenen als Stadtdirektor an. Am 28. November gab es erneut eine Ratswahl, welche diesmal die CDU für sich entscheiden konnte. Ernst Stendel wurde Bürgermeister, Thelemann sein Stellvertreter.

Das neue Stadtwappen

Schon früh entschied sich die Stadt, anstelle des überladenen Stadtwappens aus der hannoverschen Zeit ein neues Wappen anzunehmen. Im Jahr 1950 verlieh der Niedersächsische Minister des Innern der Stadt Leer das Recht, das neue Wappen offiziell zu führen. Es basiert auf einem Siegelabdruck von 1639. Am 1. Oktober 1955 wurde Leer der Status einer selbstständigen Stadt zugesprochen. Damit erhielt sie einen Teil der Aufgaben zurück, die nach der Gründung des Landes Niedersachsen an den Landkreis Leer gefallen waren.
Leer hatte nach dem Krieg viele Aufgaben zu schultern. Die größte war die Eingliederung der zahlreichen Vertriebenen aus den ehemaligen Ostgebieten Deutschlands, denn die Neubürger mussten untergebracht, versorgt und integriert werden. Zwischen 1945 und 1950 stieg die Einwohnerzahl Leers von 14.200 auf 20.700 Menschen. Mit dem gebürtigen Schlesier Horst Milde stellten die Vertriebenen von 1968 bis 1973 sogar den Bürgermeister.
Sein Stadtgebiet vergrößerte Leer durch Eingemeindungen. Im Jahr 1968 wurden Heisfelde und Loga zu Leeraner Stadtteilen, Leerort folgte 1971, Bingum, Hohegaste, Logabirum, Nettelburg und Nüttermoor schließlich 1972. Damit hatte die Stadt Leer deutlich über 30.000 Einwohner.
Von 1948 bis 1968 stellte die CDU mit Unterstützung kleinerer Parteien die Bürgermeister der Stadt. Danach begann die Vorherrschaft der SPD im Stadtrat und im Amt des Bürgermeisters. Am längsten hatte der Sozialdemokrat Günther Boekhoff das Amt inne. Er war von 1973 bis 2001 Bürgermeister. Seine letzte Amtsperiode von 1997 bis 2001 bekleidete Boekhoff als erster direkt gewählter hauptamtlicher Bürgermeister der Stadt, nun auch Chef der Verwaltung. Das Amt des Stadtdirektors wurde damit wieder abgeschafft. Nach Boekhoff behielt die SPD zwar die Ratsmehrheit, Bürgermeister ist seit 2021 jedoch Claus-Peter Horst (Parteilos).